# Willy Poulsen
Willy Poulsen (født 21. december 1946 i København, Danmark) er en dansk tidligere roer.
Poulsen var med ved OL 1972 i München, hvor han sammen med Peter Christiansen, Egon Pedersen og Rolf Andersen udgjorde den danske firer uden styrmand. Danskerne lykkedes med at kvalificere sig til finalen, hvor man dog sluttede på en 6.- og sidsteplads.